# Rémering
Rémering är en kommun i departementet Moselle i regionen Grand Est (tidigare regionen Lorraine) i sydvästra Frankrike. Kommunen ligger i kantonen Bouzonville som tillhör arrondissementet Boulay-Moselle. År 2022 hade Rémering 419 invånare.

## Befolkningsutveckling
Antalet invånare i kommunen Rémering
| Referens: INSEE |